# Smith & Wesson M&P15
De Smith & Wesson M&P15 is Smith & Wessons versie van het AR-15-geweer waarmee deze wapenfabrikant opnieuw de gewerenmarkt betrad in januari 2006. De M&P staat voor 'military and police', waarvoor het wapen in de markt werd gezet.